# Niziny (przystanek kolejowy)
Niziny – przystanek osobowy w Nizinach, w Polsce, w województwie podkarpackim, w powiecie przemyskim, w gminie Orły. Przystanek został otwarty w dniu 28 maja 1978 roku.
Integralną część przystanku stanowi zautomatyzowany, nowoczesny przejazd kolejowo-drogowy z monitoringiem. Przejazd ten znajduje się w ciągu drogi powiatowej nr 2108 R Orły – Niziny. W latach 2018–2019 przystanek przeszedł rewitalizację.

## Ruch pasażerski
| Rok  | Wymiana pasażerska na dobę |
| ---- | -------------------------- |
| 2017 | 50-99                      |
| 2022 | 20-49                      |